# 中和田横穴墓群
中和田横穴墓群（なかわだおうけつぼぐん）は、東京都多摩市中和田にある横穴墓群である。

## 概要
中和田地区の南傾斜面に分布している。多摩地域最大規模の横穴墓群である。
1976年（昭和51年）に14基で発掘調査が実施された。14基は2群、5グループに分かれ、玄室平面が単室長方形から胴張複室、さらに単室長方形への変遷が推定されている。7世紀から8世紀の築造とみられる。

## 関連事項
- 日本の古墳一覧#東京都

座標: 北緯35度38分42.6秒 東経139度25分40.1秒 / 北緯35.645167度 東経139.427806度